# Kocsis Aranka
Kocsis Aranka (Bálványszakállas, 1953. december 8.) szerkesztő, néprajzkutató.

## Élete
1972-ben érettségizett a komáromi magyar tanítási nyelvű gimnáziumban. 1977-ben végzett a budapesti Eötvös Loránd Tudományegyetem magyar–néprajz szakán. 1995-ben szerzett bölcsészdoktorátust és 2004-ben PhD fokozatot.
1977-ben a somorjai Honismereti Ház vezetője, 1978-1981 között a pozsonyi Állami Területi Levéltár szakdolgozója lett. 1982-1989 között a Nő szerkesztő-riportere. A Csemadok néprajzi szakelőadója és egyik újraindítója s 1989-1990-ben titkára volt a Csehszlovákiai Magyar Néprajzi Társaságnak.
1990-1993 között a Nő, majd 1995-1999 között és 2003-2010 között a Tücsök főszerkesztője. 1999–2003 között a Kalligram Kiadó munkatársa volt.
Elsősorban népművészettel, társadalomnéprajzzal foglalkozik.

## Művei
- 1985 Fehérhimzés Zoboralján. Nő 33/31, 21.
- 1985 Az ördög ajándéka. Nő 33/7, 16.
- 1994 Zoboralji hímzések.
- 1995 A botozás - Régi mesterségek. Szabad Újság 3/22, 12 (1995. május 31.)
- 1997 A vajkai szék nemesei - Hagyatéki leltárak a 17–19. századból.
- 2002 Társadalom – tudomány. Tanulmányok a Mercurius Társadalomtudományi Kutatócsoport műhelyéből (tsz. Gyurgyík László)
- 2006 A gazda, a családja, a munka és a hatalom - Értékváltozások egy kisalföldi faluban.
- 2007 Csallóközi népmesék.
- 2011 Magyar faluk és magyar falusiak a szlovák fővárosban - Városiasodás és etnicitás a 20. századi Pozsony szélén.
- 2011 Grünwald Béla – Mudrony Mihály: A Felvidék. Pozsony. (tsz. Demmel József)
- 2011 Noble Identity and the Remembrance of the Predialists - The Late Struggles of a Privileged Group for Their Prerogatives. In: Szarka László (szerk.): A Multiethnic Region and Nation-State in East-Central Europe. New York, 92-115.
- 2012 A nők a mezővárosi családban - Somorjai testamentumok 16-19. századból. In: „Taníts minket úgy számlálni napjainkat…”. Budapest, 279-293.